# 2000年夏季奥林匹克运动会科摩罗代表团
科摩罗参加了9月15日至10月1日在澳大利亚悉尼举行的2000年夏季奥林匹克运动会。此次参赛是科摩罗继1996年亚特兰大奥运会后第二次参加夏季奥运会，代表团派出了两名田径运动员：哈扎里·贾法尔和桑杰马·巴图利，二人均参加100米比赛，但都止步于首轮。

## 背景
1993年1月1日，科摩罗国家奥林匹克和体育委员会得到了国际奥委会的承认。科摩罗在1996年亚特兰大奥运会上完成了首秀，并在此后参加了每届夏季奥运会，而该国尚未参加冬季奥运会。2000年夏季奥林匹克运动会于2000年9月15日至10月1日举行，共有10,651名运动员代表199个国家和地区参赛。悉尼奥运会是科摩罗第二次参赛，代表团包括两名田径运动员：哈扎里·贾法尔和桑杰马·巴图利。

## 田径
桑杰马·巴图利在参加悉尼奥运会时年仅18岁，这也是她唯一一次参加奥运会。9月23日，她参加了女子100米首轮比赛，并分在了第九组。巴图利以13.58秒的成绩完赛，在小组中排名末位，无缘次轮。
哈扎里·贾法尔在参加悉尼奥运会时21岁。他曾参加过1996年亚特兰大奥运会，并在后来代表科摩罗参加了2004年雅典奥运会。9月22日，他参加了男子100米首轮比赛，并分在了第七组。贾法尔以10.68秒的成绩完赛，在小组9人中排名第七，而最慢晋级时间为10.48秒，因此他未能晋级下一轮。
| 选手          | 比赛项目  | 第一轮 | 第一轮 | 第二轮 | 第二轮 | 半决赛 | 半决赛 | 决赛   | 决赛   |
| 选手          | 比赛项目  | 时间   | 排名   | 时间   | 排名   | 时间   | 排名   | 时间   | 排名   |
| ------------- | --------- | ------ | ------ | ------ | ------ | ------ | ------ | ------ | ------ |
| 哈扎里·贾法尔 | 男子100米 | 10.68  | 7      | 未晋级 | 未晋级 | 未晋级 | 未晋级 | 未晋级 | 未晋级 |
| 桑杰马·巴图利 | 女子100米 | 13.58  | 9      | 未晋级 | 未晋级 | 未晋级 | 未晋级 | 未晋级 | 未晋级 |